# Billerbeck (Einbeck)
Billerbeck è una frazione (Ortschaft) della città di Einbeck, nel land della Bassa Sassonia, in Germania.

## Storia
Già comune autonomo nel circondario di Gandersheim, fu soppresso e incorporato a Kreiensen il 1º marzo 1974; insieme con Kreiensen, fu unito a Einbeck il 1º gennaio 2013.